# Ectophasia aurifrons
Ectophasia aurifrons är en tvåvingeart som först beskrevs av Charles Joseph de Villers 1789.  Ectophasia aurifrons ingår i släktet Ectophasia och familjen parasitflugor.
Artens utbredningsområde är Frankrike. Inga underarter finns listade i Catalogue of Life.